# Franz Tibor Hollós
Franz Tibor Hollós (* 1. Februar 1906 in Szécsény, Österreich-Ungarn; † 25. Mai 1954 in Erlangen) war ein ungarischstämmiger katholischer Priester und Rechtswissenschaftler. Er war Professor an der Julius-Maximilians-Universität Würzburg.

## Leben

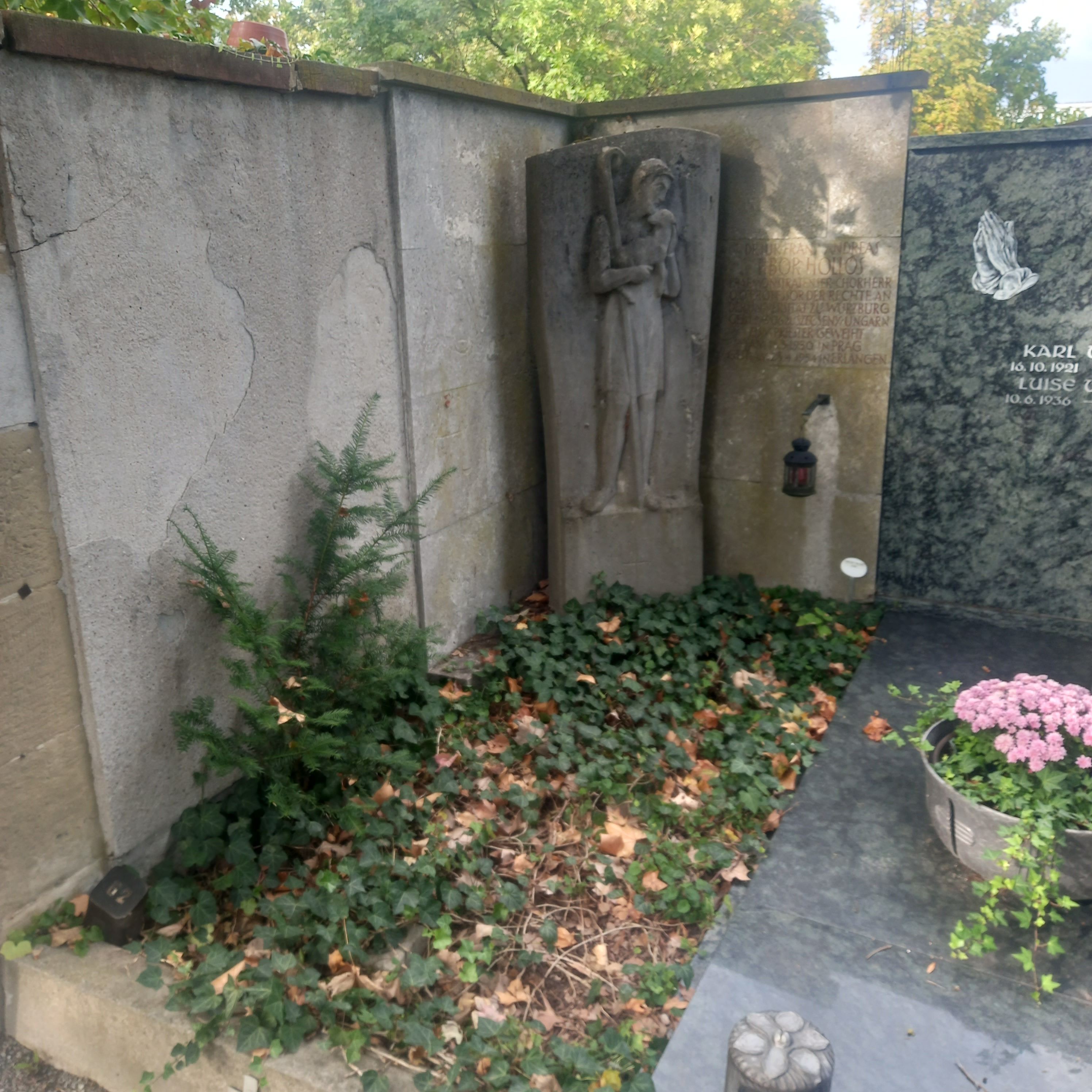
Das Grab von Franz Tibor Hollós auf dem Hauptfriedhof Würzburg

Hollós besuchte von 1917 bis 1925 humanistische Gymnasien in Baja, Erlau, Gran und Waitzen. Er studierte ab 1925 Katholische Theologie und Rechtswissenschaften an der Ordensschule in Castro Jászo (Ungarn) (oder Kaschau) und (ab 1929 an der Deutschen Universität) in Prag. 1917 (oder 1925) trat er in den Prämonstratenser-Chorherrenorden (in Jászóvár bei Kaschau) ein. 1930 legte er die Abschlussprüfung ab; außerdem erfolgte die Priesterweihe. Er wurde Kaplan an den Pfarreien der Stifte Tepl, Strakov und Iglau. Von 1938 bis 1945 war er Pfarrer im Kloster Holletitz/Saaz und Stankowitz/Saaz. 1942 legte er die Pfarrbefähigungsprüfung ab.
Ab 1943 setzte er das Jurastudium an der Deutschen Universität Prag und nach der Ausweisung 1945/46 an der Universität Erlangen fort, wo er 1946 mit der Dissertation Die Rechtsverhältnisse der Strahover Grundherrschaft zu Anfang des 15. Jahrhunderts zum Dr. iur. utr. promoviert wurde. Er war auch als Dolmetscher tätig und absolvierte 1942 die Verhandlungsdolmetscher- und Übersetzerprüfung in Berlin. 1947 wurde er kommissarischer Vertretungsprofessor für Staats-, Verwaltungs- und Völkerrecht an der Universität Erlangen. 1947 folgte die Habilitation bei Hans Liermann mit der Arbeit Der Senat des römischen Pontifex unter Berücksichtigung seiner diplomatischen Tätigkeit und – ohne Assessorexamen – die Privatdozentur (Lehrauftrag) für Kirchenrecht, Völkerrecht, Allgemeine Staatslehre und deutsche Rechtsgeschichte. erhielt.  Zeitgleich, ab 1946, vertrat er einen Lehrstuhl an der Julius-Maximilians-Universität Würzburg.
1948 wurde er Ordinarius für Völkerrecht, Kirchenrecht, Internationales Privatrecht, Rechtsphilosophie und Rechtsenzyklopädie. Zu seinen akademischen Schülern gehörte u. a. Konrad Stangl. Er war dort Leiter des Instituts für Föderalismus, übernationales Recht und Verwaltungsrecht des internationalen Verkehrs (später: Institut für Völkerrecht und Internationale Beziehungen) in Würzburg, sein Nachfolger wurde Friedrich August Freiherr von der Heydte. Von 1948 bis 1950 war er zudem Dekan der Juristischen Fakultät.
Er war Chorherr/Kapitular des Prämonstratenserordens vom Stifte Tepl, Strakov und Schönau bei St. Goarshausen.
1954 verstarb er nach einer Operation.

## Schriften (Auswahl)
- Die Rechtsverhältnisse der Strahover Grundherrschaft zu Anfang des 15. Jahrhunderts (1946)
- Der Senat des römischen Pontifex (1947)
- Staatskirchenrecht (1948)
- Die gegenwärtige Rechtsstellung der katholischen Kirche in Deutschland auf Grund des Reichskonkordates und der Länder-Konkordate (1948)
- Zur Kontroverse über den gegenwärtigen Status Deutschlands (1950)
- Die Grundrechte und Grundpflichten der Staaten unter besonderer Berücksichtigung des Rechts der Völker auf die Heimat (1952)